# Алфа-токоферол
Алфа-токоферол (α-токоферол) е вид витамин Е, с Е номер „E307“. Витамин Е съществува в осем различни форми, четири токоферола и четири токотриенола. Всички те имат хромен пръстен с хидроксилна група, която може да дари водороден атом за намаляване на свободните радикали и хидрофобна странична верига, която позволява проникване в биологичните мембрани. В сравнение с останалите видове витамин Е, алфа-токоферолът се усвоява от хората и се натрупва в организма най-лесно.

## Естествени източници
Витамин Е се намира в различни тъкани, като е разтворим в липиди и се приема от организма по най-различни начини. Множество храни са естествен източник на витамин Е. Най-разпространената му форма, алфа-токоферолът, участва в молекулярни, клетъчни и биохимични процеси, тясно свързани с общата липопротеинова и липидна хомеостаза. В сравнително високи дози алфа-токоферол може да бъде открит в слънчогледови семки, бадеми, лешници, фъстъци, спанак, броколи, соя, киви, манго, домат. Най-голямо съдържание на алфа-токоферол има в маслото от пшенични зародиши (20,3 мг в една супена лъжица).

## Ефект върху здравето

### Противовъзпалителен ефект и сърдечно-съдови заболявания
Според проведени изследвания, алфа-токоферол има противовъзпалителни свойства. Сърдечно-съдовите заболявания са основна причина за смъртност в развиващите се държави и играят важна роля при възпаленията във всички фази на атеросклерозата. Терапията с високи дози на алфа-токоферол намалява освобождаването на предизвикващите възпаление цитокини, като интерлевкин-1бета, интерлевкин-6 и др. Алфа-токоферол намалява и нивата на С-реактивен протеин при пациенти със сърдечно-съдови заболявания и при лица с риск от такива заболявания като диабетици и пушачи. (1)

### Противораков ефект
Изследвания сочат, че администрирането на алфа-токоферол при лица с риск от ракови заболявания, намалява значително производството на карциногенни елементи, предизвикани от приема на нитрати и амиди с храната. Лабораторни изследвания с мишки изследвания показват, че прилагането на алфа-токоферол при животни намалява появата на химически причинени тумори на меките тъкани като кожа, млечни жлези и д.р. Това е и един от най-важните антиоксиданти в клетъчните мембрани. (2)

### Недостиг на витамин Е (алфа-токоферол)
При хората, липсата на витамин Е може да доведе до сериозни невромускулни проблеми като спиноцеребрална атаксия и миопатия. Периферната невропатия може да се дължи на нарушения, причинени от свободни радикали. По подобен начин при децата, липсата на витамин Е и ефектът на свободните радикали може да доведе до анемия. (3)

## Употреба в козметични продукти
Лабораторни изследвания с различни съставки на витамин Е сочат, че алфа-токоферол има фото-защитен ефект и предпазва от образуването на премутационни промени в ДНК-то, свързани с образуването на рак на кожата. Поради тази причина витамин Е и по-точно алфа-токоферол се използва широко в слънцезащитни продкти, минимизирайки вредните ефекти на UV лъчите. (4)